# Бренево (Тверская область)
Бренёво — опустевшая деревня в Весьегонском муниципальном округе Тверской области.

## География
Деревня находится в северо-восточной части Тверской области на расстоянии приблизительно 19 км на юг-юго-запад по прямой от районного центра города Весьегонск.

## История
Известна была с 1627 года как поместье Елизария Матвеевича Нелединского. В XIX веке была владением семьи Ладыгиных. Дворов было 12 (1859 год), 12 (1889), 16 (1931), 12 (1963), 3 (1993),. До 2019 года входила в состав Ивановского сельского поселения до упразднения последнего.

## Население
Численность населения: 58 человек (1859 год), 55 (1889), 73 (1931), 3 (1993),, 0 как в 2002 году, так и в 2010.